# 曾直 (明朝)
曾直（1467年—1548年），字叔溫，號三符，一號惺惺叟，江西吉安府吉水縣人，民籍，明朝政治人物。

## 生平
世居吉水縣竹山湖。弘治十一年（1498年）戊午科江西鄉試第六十五名舉人，十五年（1502年）中式壬戌科會試第一百四十三名，三甲第六十三名進士。授鄞县知县，正德二年（1507年）丁母忧去职，五年（1510年）起复，补保定府新城县知县，升工部营缮司主事，分司通州，调刑部山西司主事，升刑部山东司员外郎，九年（1514年）升郎中，得罪阉璫，引病去职。十二年（1517年）起补刑部陕西司郎中，遇左都御史彭澤案起，十三年（1518年）復告病离职。
正德十六年（1521年）明世宗即位，起为广东肇庆府知府，嘉靖六年（1527年）升福建按察司副使，同年十二月升大理寺右少卿，七年（1528年）升大理寺左少卿，八年（1529年）被指为大学士张璁、桂萼私党，多次遭到弹劾，同年遷太僕寺卿，十年（1531年）六月因遗失馀银库簿，托言奸人埋没弊端，故匿其籍，请派遣官员清查，经吏科左给事中魏良弼等人查明无奸弊，曾直以举动轻妄，辗转为欺罔，无人臣礼，被勒令致仕。

## 家族
曾祖曾學忠，贈監察御史；祖父曾昌元；父曾光熙。母周氏。